# My Way: The Best of Frank Sinatra
My Way: The Best of Frank Sinatra è un doppio album discografico greatest hits del cantante statunitense Frank Sinatra pubblicato nel 1997 dalla Reprise Records. La raccolta è stata pubblicata con due copertine differenti: una prima versione con una foto virata in blu del Sinatra anni '70, ed una seconda con un'immagine di un Sinatra più giovane epoca anni cinquanta-sessanta virata in color seppia.
L'album arriva in quarta posizione in Norvegia, in quinta nelle Fiandre in Belgio, in sesta in Nuova Zelanda, in settima in Svezia (dove rimane in classifica 49 settimane), in ottava in Vallonia in Belgio, in nona in Austria, in decima nei Paesi Bassi (dove rimane in classifica 31 settimane), quindicesima in Australia, diciassettesima in Spagna (dove rimane in classifica 80 settimane) ed in ventiduesima in Germania (dove rimane in classifica 30 settimane).
In Italia dal 2002 arriva alla posizione 24 rimanendo in classifica 31 settimane.

## Tracce

### Disc 1
1. My Way (Paul Anka, Claude François, Jacques Revaux, Gilles Thibaut) - 4:36
2. Strangers in the Night (Bert Kaempfert, Charles Singleton, Eddie Snyder) - 2:25
3. Theme from New York, New York (Fred Ebb, John Kander) - 3:26
4. I Get a Kick Out of You (Cole Porter) - 3:11
5. Somethin' Stupid (con Nancy Sinatra) (Carson Parks) - 2:45
6. Moon River (Henry Mancini, Johnny Mercer)
7. What Now My Love (Gilbert Bécaud, Pierre Leroyer, Carl Sigman)  – 2:32
8. Summer Wind (Heinz Meyer, Hans Bradtke, Mercer) - 2:53
9. For Once in My Life (Ron Miller, Orlando Murden)
10. Love and Marriage (Sammy Cahn, Jimmy Van Heusen)
11. They Can't Take That Away from Me (George Gershwin, Ira Gershwin)
12. My Kind of Town (Cahn, Van Heusen) - 3:10
13. Fly Me to the Moon (Bart Howard) - 2:30
14. I've Got You Under My Skin (Porter) - 3:26
15. The Best Is Yet to Come (Cy Coleman, Carolyn Leigh) - 3:10
16. It Was a Very Good Year (Ervin Drake) - 4:25
17. Come Fly with Me (Cahn, Van Heusen) - 3:11
18. That's Life (Kelly Gordon, Dean Kay Thompson) - 3:11
19. The Girl from Ipanema (Antônio Carlos Jobim, Norman Gimbel, Vinícius de Moraes) - 3:00
20. The Lady Is a Tramp [Live] (Richard Rodgers, Lorenz Hart) - 2:56 live performance al Madison Square Garden, New York City, New York, 13 ottobre 1974
21. Bad, Bad Leroy Brown (Jim Croce) - 2:49
22. Mack the Knife (Marc Blitzstein, Bertolt Brecht, Kurt Weill) - 4:53
23. Love's Been Good to Me (Rod McKuen) - 3:27
24. L.A. Is My Lady (Alan Bergman, Marilyn Bergman, Quincy Jones, Peggy Lipton Jones) - 3:12

### Disc 2
1. Let's Face the Music and Dance (Irving Berlin) - 2:58
2. Come Rain or Come Shine (Harold Arlen, Mercer) - 4:05
3. Night and Day (Porter) - 3:37
4. The Very Thought of You (Ray Noble) - 3:34
5. Pennies from Heaven (Arthur Johnston, Johnny Burke) - 3:27
6. Bewitched, Bothered, and Bewildered (Rodgers, Hart) - 3:02
7. America, the Beautiful (Katharine Lee Bates, Samuel A. Ward) - 2:21
8. All the Way (Cahn, Van Heusen) - 3:27
9. In the Wee Small Hours of the Morning (David Mann, Bob Hilliard) - 2:41
10. The Way You Look Tonight (Dorothy Fields, Jerome Kern) - 3:22
11. Three Coins in the Fountain (Cahn, Jule Styne) - 3:46
12. Softly, as I Leave You (Hal Shaper, Antonio DeVito, Giorgio Calabrese) - 2:50
13. All or Nothing at All (Jack Lawrence, Arthur Altman) - 3:56
14. Yesterday (John Lennon, Paul McCartney) - 3:56
15. Moonlight Serenade (Glenn Miller, Mitchell Parish) - 3:26
16. Somewhere My Love (Lara's Theme) (dal film Il dottor Živago) (Maurice Jarre, Paul Francis Webster) - 2:12
17. Mrs. Robinson (Paul Simon) - 2:55
18. Something (George Harrison) - 3:34
19. You Are the Sunshine of My Life (Stevie Wonder) - 2:37
20. Send in the Clowns (Stephen Sondheim) - 4:10
21. It Had to Be You (Isham Jones, Gus Kahn) - 3:53
22. The Best of Everything (Ebb, Kander) - 2:45

## Crediti
- Frank Sinatra - voce
- Nancy Sinatra - voce in Somethin' Stupid
- Antonio Carlos Jobim - voce, chitarra in The Girl from Ipanema
- Nelson Riddle - arrangiamento, conduzione
- Don Costa - arrangiamento, conduzione
- Gordon Jenkins - arrangiamento
- Ernie Freeman - arrangiamento
- Billy Strange - arrangiamento
- Johnny Mandel - arrangiamento
- Clause Ogerman - arrangiamento
- Billy May - arrangiamento
- Quincy Jones - arrangiamento
- Neal Hefti - arrangiamento
- Count Basie and his Orchestra
- Woody Herman and his Orchestra